# Besenello

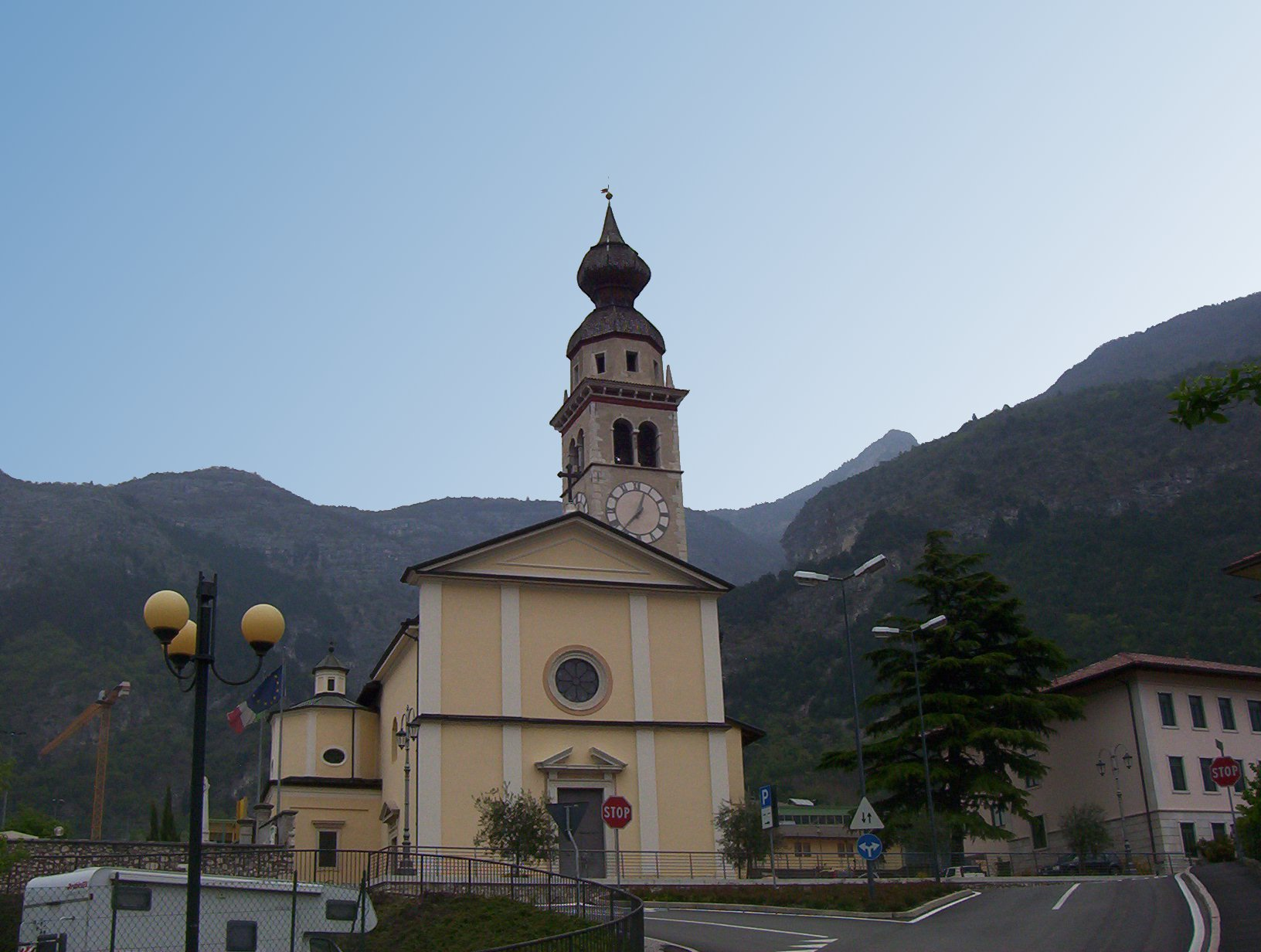
Besenello

Besenello (deutsch veraltet Pysein bzw. Bisein) ist eine norditalienische Gemeinde (comune) mit 2799 Einwohnern (Stand 31. Dezember 2023) in der Provinz Trient in Trentino-Südtirol.

## Geografie
Die Gemeinde liegt etwa 14 Kilometer südlich von Trient im Vallagarina an der Etsch.

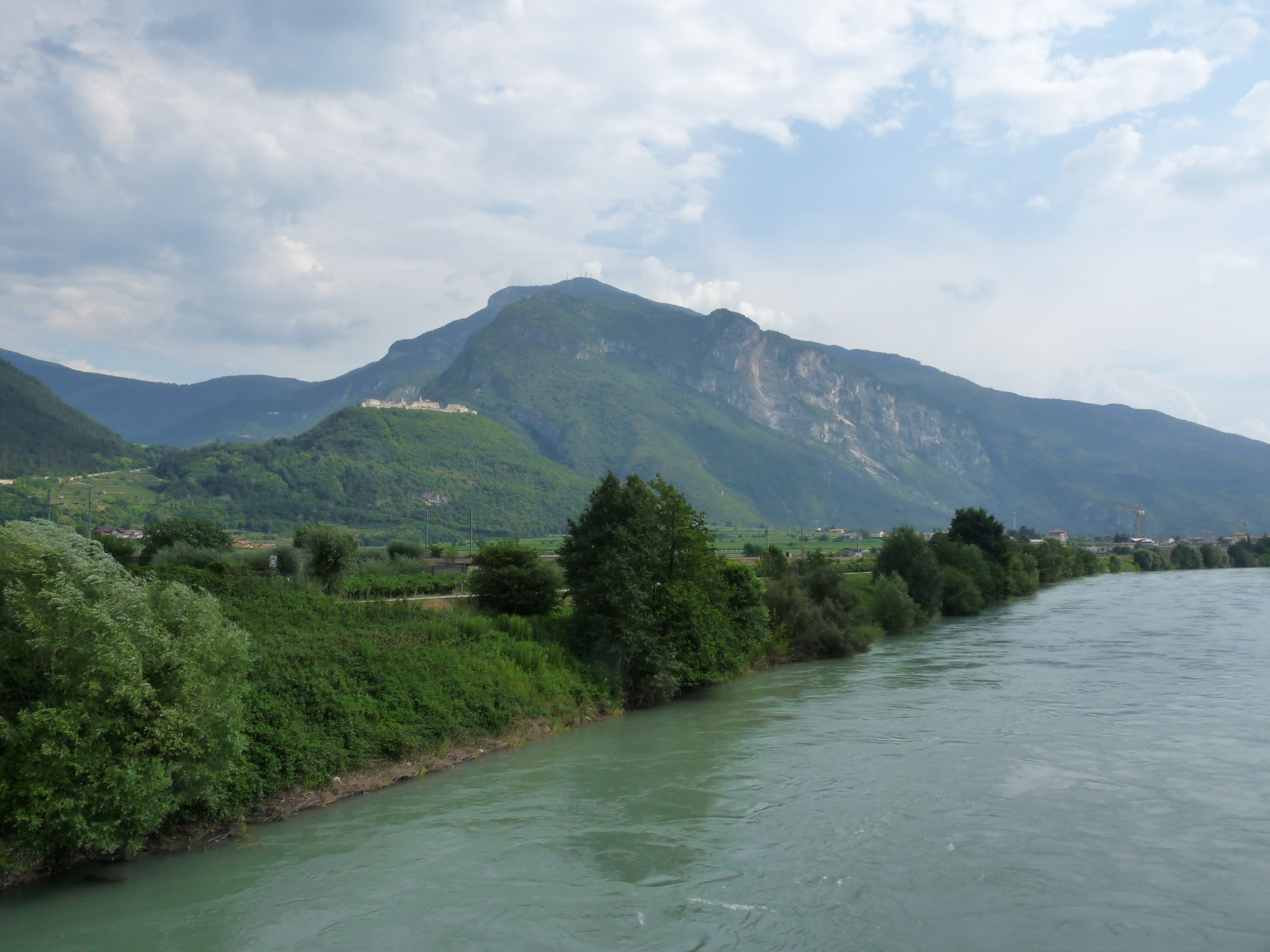
Blick auf die Etsch und das Castel Beseno

## Geschichte
Seit 1172 ist der Ort als Besenum urkundlich nachgewiesen. Aus dem 12. Jahrhundert stammt auch das Castel Beseno.

## Wirtschaft und Verkehr
Besenello ist ein Weinbaugebiet.
Durch die Gemeinde führt die Strada Statale 12 dell’Abetone e del Brennero von Pisa zum Brennerpass, von dieser geht die Strada Statale 350 di Folgaria e di Val d’Astico Richtung Schio ab.